# Die unglaubliche Geschichte der Gladys Glover
Die unglaubliche Geschichte der Gladys Glover (Originaltitel It Should Happen to You) ist eine US-amerikanische Filmkomödie unter Regie von George Cukor aus dem Jahr 1954. In den Hauptrollen spielen Judy Holliday, Peter Lawford sowie – in seinem Filmdebüt – Jack Lemmon.

## Handlung
Im Central Park lernt der junge Dokumentarfilmer Pete Sheppard eine Blondine namens Gladys Glover kennen, die vor zwei Jahren aus ihrer Kleinstadt nach New York gezogen ist, um dort berühmt zu werden. Bisher ist ihr dieser Traum nicht in Erfüllung gegangen, aber Pete sagt ihr, dass wo ein Wille ist, auch ein Weg ist. Als Gladys am Columbus Circle eine leere Plakatwand sieht, hat sie eine Idee, wie sie doch noch berühmt werden kann: Mit ihrem ersparten Geld mietet sie für drei Monate von der zuständigen Werbefirma die Plakatwand, auf der fortan einfach nur ihr Name Gladys Glover in großen Lettern steht. Unterdessen zieht Pete in eine Nachbarwohnung von Gladys. Die beiden befreunden sich, wobei Pete allerdings ihre Idee, berühmt werden zu wollen, ohne wirklich für eine Sache zu stehen, ausgesprochen kritisch sieht.
Die Firma Adams Soap hatte traditionellerweise immer zu dieser Jahreszeit die Plakatwand am Columbus Circle für ihre Sommerkampagne gemietet. Der Firmenerbe Evan Adams III. ist sauer, dass die Werbetafel schon besetzt ist, und bietet Gladys eine große Summe Geld an. Gladys stimmt allerdings erst zu, als Adams ihr im Austausch für die eine Plakatwand ganze sechs Plakatwände in New York bietet, auf denen fortan der Name Gladys Glover steht. Immer mehr Menschen in New York wundern sich, was oder wer Gladys Glover ist, und schließlich greift sogar ein Fernsehbericht die ominösen Werbetafeln auf. Gladys Glover wird in Fernsehsendungen eingeladen, wo sie durch unfreiwillig komisches Auftreten weitere Bekanntheit generiert. Schließlich steigt sie zu einer Werbeikone auf. So vermarktet sie der Adams-Konzern in ihren Seifenwerbungen als das „durchschnittliche amerikanische Mädchen“.
Evan Adams, der reiche Firmenerbe, macht Gladys zunehmend den Hof. Pete muss das eifersüchtig beobachten, denn er ist insgeheim seit langem in Gladys verliebt, zögert aber mit weiteren Schritten wegen des oberflächlichen Rummels um sie. Zu allem Überfluss sagt sie auch noch ein Treffen mit Pete und dessen Eltern ab, um mit Adams ein Geschäftstreffen zu haben. Das Geschäftstreffen entpuppt sich allerdings als Stelldichein in Adams’ Wohnung. Er versucht Gladys zu verführen, aber sie meint, dass das „durchschnittliche amerikanische Mädchen“ sich so etwas nicht gefallen lasse, und lässt ihn stehen. Als Gladys in ihre Wohnung zurückkehrt, findet sie einen Filmprojektor und einen Kurzfilm von Pete. In dem Filmchen erklärt er Gladys, dass er sie liebe, selbst wenn er nicht so reich und gutaussehend wie Adams sei, und verabschiedet sich zugleich von ihr, da die weitere Nähe zu ihr ihm weitere emotionale Schmerzen bringen würde.
Gladys Glover und ihr Manager Clinton sind weiterhin erfolgreich, allerdings findet sie ihre Berühmtheit zusehends inhaltsleer und frustrierend. Als ein Militärflugzeug nach ihr benannt werden soll, bricht es aus ihr heraus. Sie erklärt den Soldaten, dass das Flugzeug nicht ihren Namen, sondern besser one of the crowd („einer aus der Menge“) heißen solle. Sie erinnert sich dabei an Petes Frage, warum sie unbedingt über der Menge stehen wolle, anstatt in der Menge der Menschen glücklich zu werden. Pete filmt unterdessen in einem Zoo einen Dokumentarfilm, wie aus der Sicht der Tiere die Zoobesucher an den Gittern wirken, und wird auf einmal von einem vorbeifliegenden Flugzeug überrascht. Das Flugzeug schreibt die Worte: Pete Call Gladys Please („Pete, bitte ruf Gladys an“) in den Himmel. Schließlich sitzen Pete und Gladys gemeinsam in einem Auto und planen ihre Zukunft. Als sie im Vorbeifahren eine leere Plakatwand sehen, ist Gladys kurz daran interessiert, besinnt sich dann aber eines Besseren.

## Produktionshintergrund
Der Film entstand zwischen dem 23. Mai und dem 7. Juli 1953. Die Premiere fand in New York City am 15. Januar 1954 statt.
Jack Lemmon berichtete später, dass er an den New Yorker Theaterbühnen in einem mäßig erfolgreichen Stück gespielt habe und hier von Mitarbeitern des Filmstudios Columbia entdeckt wurde. Er war beeindruckt davon, gleich bei seinem ersten Film mit renommierten Persönlichkeiten wie George Cukor und Garson Kanin zu arbeiten, und fand den Film auch gut – nur der Titel It Should Happen to You sei nicht besonders einfallsreich gewesen. Columbia-Studioboss Harry Cohn wollte Lemmon dazu bringen, einen anderen Nachnamen als Künstlernamen zu wählen: Im Englischen wird das beinahe gleich geschriebene lemon nicht nur als Ausdruck für Zitronen, sondern umgangssprachlich auch für schlechte Artikel und Produkte verwendet – und Cohn fürchtete offenbar, dass es für spitzzüngige Filmkritiker ein gefundenes Fressen wäre. Lemmon meinte, bei einer Umänderung könne man seinen Namen leicht mit Lenin verwechseln und ihn für einen Kommunisten halten, und schließlich lenkte Cohn ein. Im Filmvorspann wird Lemmon nur an dritter Stelle genannt, obgleich eigentlich er und nicht Peter Lawford der Filmpartner von Holliday ist.
Neben Jack Lemmon gab auch der Schauspieler John Saxon hier sein Filmdebüt, er ist in einer im Abspann ungenannten Rolle am Filmanfang als junger Mann im Park zu sehen. Ebenfalls ohne Nennung blieben Leah Baird und Chick Chandler. John Meehan und William Kiernan waren die Szenenbildner, Jean Louis fungierte als der Kostümbildner, und Earl Bellamy war der Assistenzregisseur.
Die unglaubliche Geschichte der Gladys Glover war nach Die ist nicht von gestern (1950) und Happy-End … und was kommt dann? (1952) bereits der dritte Kinofilm, den Hauptdarstellerin Judy Holliday, Regisseur George Cukor und Autor Garson Kanin zusammen drehten. Dabei hatte Kanin zunächst eigentlich für die Hauptrolle an Danny Kaye als Idealbesetzung gedacht, ehe er sie in eine Frauenrolle für Holliday umschrieb. Gedreht wurde der Film (für damalige Hollywood-Filme nicht selbstverständlich) zum Teil auch vor Ort an insgesamt zehn Drehtagen in New York. So sind den Hintergrundszenen im Central Park auch echte New Yorker zu sehen, die sich während einer Hitzewelle im Park amüsierten, und laut Cukor erscheint der Central Park „wie ein eigener Charakter“ im Film. Cukor äußerte in den frühen 1970er-Jahren, dass das zentrale Thema des Filmes inzwischen noch relevanter geworden sei:

„Die Idee, ein großer Star zu werden, ohne irgendetwas dafür tun zu müssen, ist ein sehr wichtiges Konzept. Die Publicity kann das wirklich schaffen. Heute macht sowas Präsidenten. Das ist wirklich das Losungswort.“

## Auszeichnungen
Jean Louis erhielt eine Oscar-Nominierung in der Kategorie Bestes Kostümdesign. Bei den Writers Guild of America Awards erhielt der Film eine weitere Nominierung in der Kategorie Bestgeschriebene Komödie.

## Kritiken
Bosley Crowther lobte Die unglaubliche Geschichte der Gladys Glover in der New York Times vom 16. Januar 1954 ausdrücklich. Es sei eine „kitzelnde und berührende Unterhaltung mit Intelligenz, Mitgefühl – und einer Menge Gags“. Garson Kanin schreibe Dialoge, die Judy Holliday perfekt liegen würden, während George Cukor den Film passenderweise mit Tempo in den komischen Momenten und etwas mehr Langsamkeit in den emotionalen Szenen des Filmes inszeniere. Der Film greife satirisch das aktuelle Thema des Berühmtheitswillens auf. Crowther lobte auch den „neuen jungen Mann“ Jack Lemmon, der eine „warme und ansprechende Persönlichkeit“ sei. Die Leinwand solle mehr von Lemmon, aber auch „mehr von Mr. Kanin, Mr. Cukor und Miss Holliday sehen“.
Der Filmdienst schreibt: „Eine charmante und witzige Satire auf das Geschäft mit dem Ruhm, von George Cukor etwas langsam, aber sehr solide inszeniert; zugleich das gelungene Filmdebüt von Jack Lemmon.“ Cinema meinte, Holliday und Lemmon „geben ein famoses Paar ab. Ein Film aus Hollywoods Glanztagen.“